# Demarziella interrupta
Demarziella interrupta är en skalbaggsart som beskrevs av Carter 1936. Demarziella interrupta ingår i släktet Demarziella och familjen bladhorningar. Inga underarter finns listade i Catalogue of Life.